# Mắc nghẹn
Mắc nghẹn, còn được gọi là tắc nghẽn đường thở do dị vật, là một trường hợp cấp cứu đe dọa đến tính mạng đặc trưng bởi sự tắc nghẽn đường dẫn khí vào phổi thứ cấp do hít vào hoặc nuốt phải thức ăn hoặc dị vật khác. Mắc nghẹn gây ra do tắc nghẽn cơ học của đường thở làm ngăn cản nhịp thở bình thường. Sự tắc nghẽn này có thể một phần (cho phép một lượng không khí được đi vào phổi) hoặc hoàn toàn (không có không khí đi vào phổi). Gián đoạn quá trình thở bình thường do mắc nghẹn làm mất đi phần oxy để cung cấp cho cơ thể, dẫn đến tình trạng ngạt. Mặc dù oxy được tích trữ lại trong máu và phổi có thể giữ một người sống sót trong vài phút sau khi ngừng thở, nhưng sau đó vẫn có khả năng làm chết người. Mắc nghẹn là nguyên nhân gây tử vong phổ biến thứ tư do thương tích không chủ ý ở Mỹ năm 2011.
Theo National Safety Council (NSC), những cái chết do nghẹt thở thường gặp ở trẻ nhỏ (trẻ em dưới 1 tuổi) và ở người già (người lớn trên 75 tuổi). Tắc nghẽn đường thở có thể xảy ra ở phần cổ họng hoặc khí quản. Thức ăn có thể khớp hình theo hầu họng (như chuối, kẹo dẻo hoặc kẹo gelatin) có thể là mối nguy hiểm không chỉ đối với trẻ em mà còn cả ở mọi lứa tuổi.
Mắc nghẹn là một loại tắc nghẽn đường thở, bao gồm bất kỳ sự tắc nghẽn nào trong các đoạn dẫn khí, kể cả tắc nghẽn do khối u, sưng các mô đường thông khí và chèn ép cổ họng, thanh quản hoặc khí quản trong bóp cổ.